# Jo Jansen

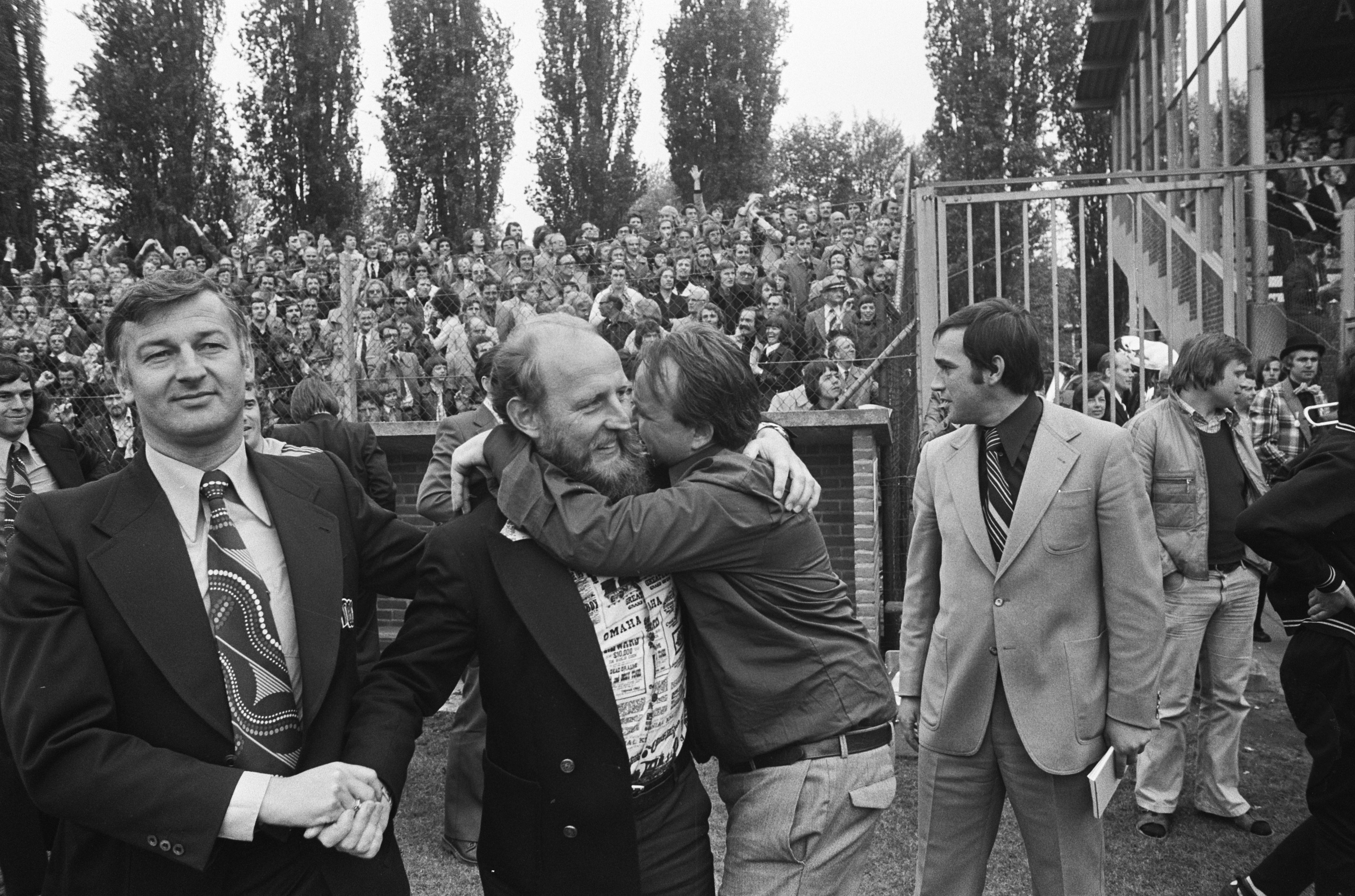
Omhelzing van Jansen (links) na het vermijden van de degradatie van NAC in 1975

Jo Jansen (Renkum, 23 februari 1937 – Accra, 25 juli 2003) was een Nederlands voetbaltrainer. Hij was onder andere in dienst van NAC.

## Loopbaan
Jo Jansen voetbalde voor amateurvereniging VC Vlissingen. Hij was als trainer actief in het amateurvoetbal, onder andere bij VV De Meeuwen uit Zoutelande. In 1973 trad hij als hoofd jeugdopleiding fulltime in dienst van NAC. Een jaar later schoof hij door naar de positie van assistent-trainer, naast hoofdcoach Henk Wullems. Toen deze in november 1974 wegens een slechte vertrouwensrelatie met het bestuur werd ontslagen, werd Jansen als interim-trainer naar voren geschoven. Aangezien hij niet over de juiste papieren beschikte, werd in januari 1975 Kees Kuijs aan de technische staf toegevoegd. In de aanloop naar seizoen 1975/76 werd het trainersduo opgevolgd door Bob Maaskant. Jansen keerde vervolgens terug naar de jeugdopleiding.
Van 1977 tot 1979 was Jansen opnieuw assistent-trainer, maar ditmaal onder Hans Dorjee. Toen Dorjee in januari 1979 bij NAC vertrok, werd Jansen zijn opvolger. In 1979 eindigde NAC onder leiding van Jansen nog als tiende in de Eredivisie, maar in de jaren daarna eindigde de ploeg lager. In seizoen 1982/83 maakten het bestuur van NAC en Jansen reeds in december bekend dat het dienstverband aan het einde van het seizoen beëindigd zou worden. NAC degradeerde dat jaar uiteindelijk naar de Eerste Divisie.
Jansen was in seizoen 1985/86 als trainer werkzaam bij Eindhoven en van 1986 tot eind 1987 bij Helmond Sport. In 1988 werd hij de hoofdcoach van hoofdklasser VC Vlissingen, dat aspiraties had om de stap te maken naar het betaald voetbal. In seizoen 1990/91 debuteerde Vlissingen onder Jansen in de Eerste divisie. Jansen werd in maart 1991 vervangen door zijn assistent Louis Verstraaten. In 1991 keerde hij terug bij NAC, waar hij zich bezig ging houden met de coördinatie van jeugdtrainingen en scouting. Reeds in oktober 1991 schoof hij opnieuw door naar de post van hoofdtrainer, nadat Cor Pot het veld had moeten ruimen. NAC speelde op dat moment in de top van de Eerste divisie. Het eindigde het seizoen als vierde en plaatste zich voor de nacompetitie. Promotie bleef echter uit. Jansen werd met ingang van seizoen 1992/93 technisch directeur van NAC. Als trainer werd hij opgevolgd door Piet de Visser.
Jo Jansen bleef in verschillende functies werkzaam voor NAC. Ook na zijn pensionering in 2002 was hij actief als scout. Hij reisde in deze periode diverse keren naar Ghana waar hij meewerkte aan projecten om het voetbal op een hoger plan te krijgen, onder meer bij de voetbalclub King Solomon FC. Een week nadat hij in juli 2003 opnieuw naar Ghana was vertrokken, overleed hij plotseling aan een gesprongen buikslagader (aneurysma).